# Raab Doppelraab
Der Doppelraab ist ein zweisitziges, in Gemischtbauweise hergestelltes Segelflugzeug.

## Geschichte
Der Münchner Gewerbelehrer Fritz Raab (1909–1989) entwickelte den Doppelraab um 1949/50 und baute das erste Versuchsmuster beim Aero-Club Dachau. Der Erstflug fand am 5. August 1951 anlässlich des Rhöntreffens auf der Wasserkuppe statt.

## Konstruktion
Ziel der Konstruktion war es, ein ebenso einfach zu bauendes, wie zu fliegendes und zu unterhaltendes Flugzeug zur Segelflugausbildung zu schaffen. Hierzu ging der Konstrukteur Fritz Raab einige ungewöhnliche Wege. So ist der Sitz des Fluglehrers stark erhöht, wodurch es ihm möglich ist, direkt von hinten den vorne angebrachten Steuerknüppel zu bedienen. Auf diese Weise ist es möglich, auf ein aufwendiges Doppelsteuer zu verzichten.
Der Rumpf bestand im Cockpitbereich aus Stahlrohr, ab der Endleiste der Tragflächen wurde der hintere Rumpfabschnitt in Holzbauweise gefertigt, ebenso wie Tragflächen und Ruder. Davon abweichend gab es auch Rümpfe, die komplett aus Stahlrohr gefertigt wurden.

## Varianten
Bis 1955 wurden mehrere Modifikationen vorgenommen, so dass es insgesamt sechs unterschiedliche Baureihen gab. Von der Versuchsbaureihe V1 gab es drei Exemplare, die durch ihr ungewöhnliches Fahrwerk mit zwei hintereinander angeordneten Rädern auffiel. Die Varianten V2 und V3 wurden von Hirth gebaut und hatten gegenüber dem Originalentwurf veränderte Sitze. Ab der Version V5 wurden Störklappen in die Tragflächen eingebaut, während die Version V6 eine um 64 Zentimeter vergrößerte Spannweite hatte, die eine verbesserte Gleitleistung bringen sollte.
Insgesamt wurden ca. 400 Doppelraab gebaut, ca. 100 im Eigenbau durch Vereine und ca. 300 durch die Firma Schempp-Hirth in Kirchheim/Teck.

## Technische Daten

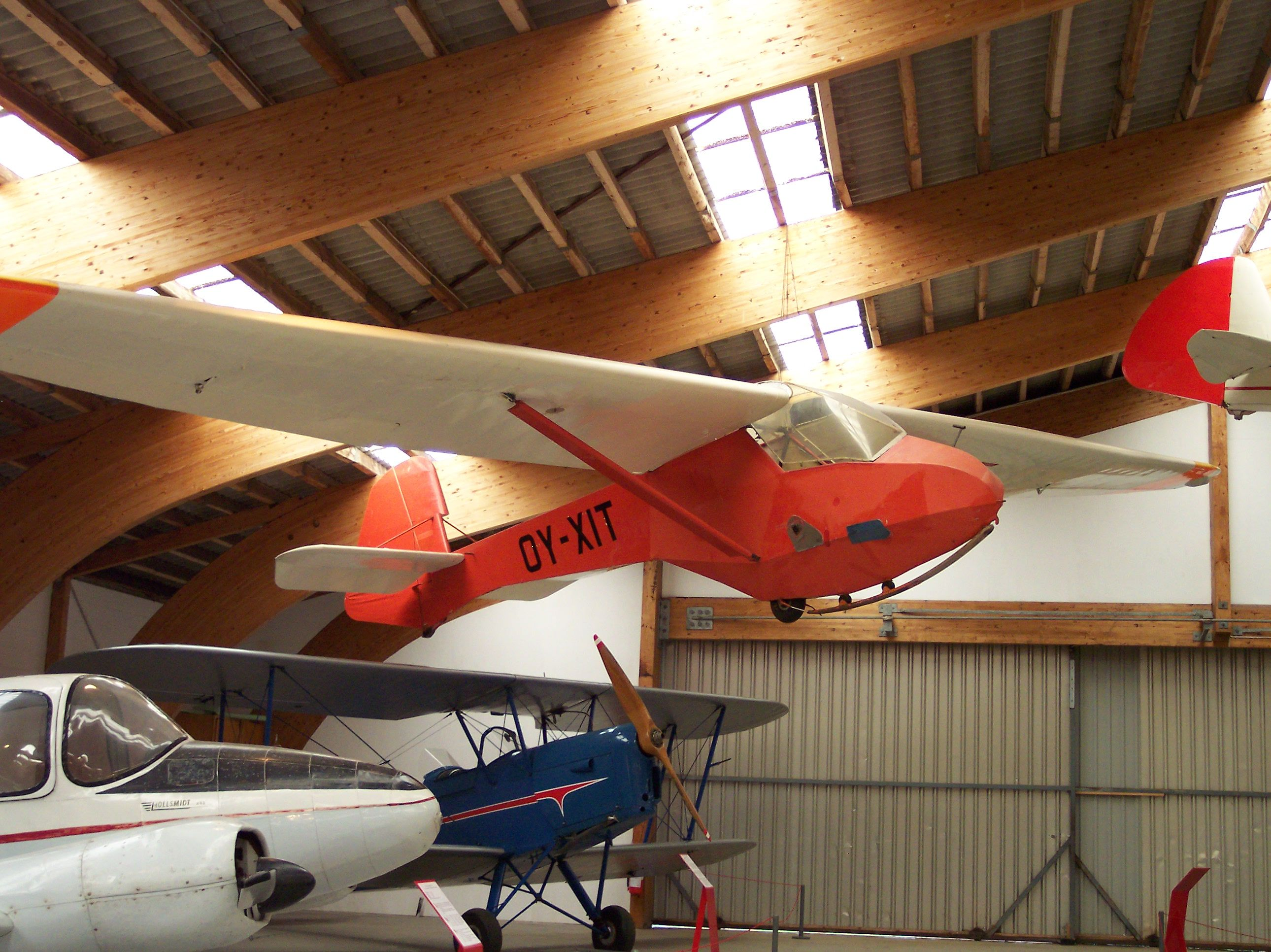
Doppelraab in der Dansk Veteranflysamling, Dänemark

| Kenngröße              | Daten                |
| ---------------------- | -------------------- |
| Besatzung              | 1 + 1                |
| Länge                  | 6,90 m               |
| Spannweite             | 12,76/13,40 m        |
| Höhe                   | 1,90 m               |
| Flügelfläche           | 18/17,4 m²           |
| Flächenbelastung       | max. 19,4 kg/m²      |
| Flügelstreckung        | 9,05                 |
| Gleitzahl              | 20 bei 55 km/h       |
| Geringstes Sinken      | 0,85 m/s bei 50 km/h |
| Leermasse              | 185 kg               |
| max. Startmasse        | 350/420 kg           |
| Mindestgeschwindigkeit | 50 km/h              |
| Höchstgeschwindigkeit  | 190/160 km/h         |

## Erhaltene Flugzeuge
- OY-XIT in der Dansk Veteranflysamling, Doppelraab IV, ehemals D-6351.[2]
- Doppelraab IV in der Flugwerft Schleißheim. Das Exponat war 1953 das erste Flugzeug des Ikarus Luftsportclubs und wurde bis 1970 auf dem Flugplatz Schleißheim geflogen.[3]
- OE-0333 im Flugmuseum Aviaticum, Doppelraab IV[4]
- D-4389 im Deutschen Segelflugmuseum mit Modellflug, Doppelraab V, 1951[5]
- D-5436 „Mösch“ Bonn-Hangelar, Doppelraab V (Werk-Nr. 1), Baujahr 1955[6]
- D-6064 des Flugsportclub e.V. Hannover, Doppelraab V (Werk-Nr. 534), Baujahr 1953 – Flugfähig[7]
- D-8358 der Fliegergruppe Kornwestheim, Doppelraab IV (Werk-Nr. 2), Baujahr 1960 - Flugfähig[8]
- D-9052 „Graf Zeppelin“ des Luftsportclub Friedrichshafen, Doppelraab V (Baujahr 1952, Werk Nr. 513), das erste Flugzeug des Vereins; es wurde bis 1977 geflogen, in den Jahren 2004 bis 2008 restauriert und fliegt seitdem wieder.[9]
- D-6148 des LSV Burgdorf[10]
- D-6150 - Privatbesitz Segelflugverein Teisendorf, Doppelraab 7[11]
- D-8475 – private Haltergemeinschaft; Doppelraab VI – Baujahr 1963 – Flugfähig
- D-7095 – private Haltergemeinschaft (Mönchengladbach-Wanlo), Doppelraab VI (Werk-Nr. 02), Baujahr 1967
- D-8155 – Privatbesitz (Iserlohn-Sümmern) – Flugfähig
- D-8587 beim FSR Kraichgau e.V.[12]